# Nils Almroth
Nils Almroth, född 16 september 1761 i Eskilstuna, död 28 maj 1832 i Klara församling, Stockholm
, var en svensk läkare och ämbetsman. 

## Biografi
Almroth var son till bagaren och handelsmannen i Eskilstuna Nils Almroth (född 1725, död 9 februari 1793) och Maria Catharina Almroth (född Öberg, 1733). Han var svensk överfältläkare, regementsfältskär vid Svea livgarde 1792-1795 samt, från 7 maj 1795, stadsfysikus i Stockholm och medicinalråd i Collegium medicum. Dessutom var han 1789 brunnsintendent vid Söderköpings brunn.
Han disputerade 31 maj 1788 vid Uppsala universitet på avhandlingen In variolarum insitionem observationes under ledning av Johan Gustaf Acrel och utnämndes den 4 juni 1793 till prosektor vid läroverket i Stockholm med extra ordinarie professors fullmakt.
Efter studieresor till England uppförde Almroth 1799 Sveriges troligen första kvarn för malning av kinabark till pulver för behandling av feber. Kvarnen fanns på Klara Västra Kyrkogata 33-34, varifrån Almroth sålde pulver av kinabark till apotekare från hela landet. På samma adress förevisade han också sin kvarn för allmänheten. Den 12 december 1799 gav Collegium medicum honom privilegium för tillverkning av mald kinabark. Några år senare sålde han sin kvarn för 4000 riksdaler till apotekarna Arvid Ithimaeus, Fredrik Görges och Pehr Gillberg vilka vid tiden för inköpet av kvarnen var innehavare av apoteken i Stockholm Gripen, Svanen respektive Korpen. De tre apotekarna gavs den 27 maj 1806 av Collegium medicum privilegium på 15 år för malning av kinabark.
Almroth var gift med Eleonora Carolina Elisabeth född Hagströmer, född 15 juni 1779 i Stockholm, död 5 september 1801 i samma stad.

## Fotnoter
1. ↑   Eskilstuna Kloster och Fors(D) församlings födelsebok C:3 sid  108 Arkiv Digital
2. ↑  Sveriges Dödbok SDB 1830-2020, USB, Version 8, Sveriges Släktforskarförbund (2020)
3. ↑  ”Stockholm, den 30 Maji”. Stockholms Post-Tidningar:  s. 3. 30 maj 1795. Läst 25 april 2021.
4. ↑  ”Upsala, den 16 Julii”. Stockholmsposten:  s. 3. 21 juli 1788. Läst 25 april 2021.
5. ↑  ”Stockholm, den 20 Junii”. Stockholms Post-Tidningar:  s. 3. 20 juni 1793. Läst 25 april 2021.
6. ↑  Inrikes Tidningar den 19 mars 1800, samt Stockholms Post-Tidningar den 31 mars 1800: Utdrag af Kongl. Collegii Medici Protocoll, hållit i Stockholm den 12 December 1799.
7. ↑  ”Wigde i Stockholm”. Inrikes Tidningar:  s. 2. 13 maj 1795. Läst 25 april 2021.
8. ↑  ”Död i Stockholm”. Inrikes Tidningar:  s. 4. 8 september 1795. Läst 25 april 2021.